# مبارک البلوشی
مبارک البلوشی (عربی: مبارك البلوشي؛ زادهٔ ۶ ژوئیهٔ ۱۹۸۷) بازیکن فوتبال اهل کویت است.
از باشگاه‌هایی که در آن بازی کرده‌است می‌توان به باشگاه ورزشی العربی کویت اشاره کرد.
وی همچنین در تیم ملی فوتبال کویت بازی کرده‌است.